# August Kanitz
Pour les articles homonymes, voir Kanitz.
August Kanitz, né le 25 avril 1843 à Lugoj et mort le 12 juillet 1896 à Kolozsvár, est un botaniste hongrois.

## Biographie
August Kanitz naît le 25 avril 1843 à Lugoj.
Pendant ses études à l'université de Vienne, il écrit Geschichte der Botanik in Ungarn (Hanovre et Budapest, 1863), et peu de temps après, Versuch einer Geschichte der Ungarischen Botanik (Halle, 1865). En 1866, il publie un ouvrage sur la flore de Slavonie, en 1877 il publie un ouvrage sur la flore du Monténégro, la Bosnie et la Serbie et en 1879 sur celle de la Roumanie. Pour ce dernier travail, il est élu (1880) membre de l'Académie hongroise des sciences, et est fait Chevalier de l'Ordre de la Couronne de Roumanie. Il se convertit au Christianisme.
En 1872, Kanitz est nommé professeur de botanique à l'Université François-Joseph. En 1877, il fonde Magyar Növénytani Lapok (Journal hongrois de botanique), qu'il édite jusqu'en 1892.
August Kanitz meurt le 12 juillet 1896 à Cluj-Napoca.